# The Phantom of the Forest
The Phantom of the Forest è un film muto del 1926 diretto da Henry McCarty. La sceneggiatura di James J. Tynan, si basa su un soggetto di Frank Foster Davis. Prodotto dalla Gotham Productions e distribuito dalla Lumas Film Corporation, il film aveva come interpreti Betty Francisco, Eddie Phillips e la star canina Thunder the Dog.

## Trama
Da cucciolo, Thunder è vissuto libero e selvaggio, diventando un cane forte e intelligente che, ormai adulto, si lega a Helen Taylor, una giovane donna proprietaria di un terreno che, sebbene lei ne sia ignara, nasconde un ricco giacimento di petrolio. Alcuni speculatori tentano di entrarne in possesso mettendo le mani sopra la sua ipoteca, ma Frank Wallace riesce a sventare la manovra, pagando di tasca propria gli interessi maturati. Per vendicarsi, gli speculatori incendiano la foresta facendo fuggire Helen e Frank mentre Thunder si fa strada attraverso le fiamme per portare in salvo un bambino malato.

## Produzione
Il film fu prodotto dalla Gotham Productions.

## Distribuzione
Il copyright del film, richiesto dalla Lumas, fu registrato il 25 gennaio 1926 con il numero LP22323.
Distribuito dalla Lumas Film Corporation e presentato da Samuel Sax, il film uscì nelle sale statunitensi nel gennaio 1926. Nel Regno Unito, la Stoll Picture Productions lo distribuì il 23 agosto 1926.

### Conservazione
Copia completa della pellicola si trova conservata negli archivi della Library of Congress di Washington e del BFI/National Film And Television Archive di Londra.